# Korzec (gmina)
Korzec – dawna gmina wiejska istniejąca do 1939 roku w woj. wołyńskim (obecnie na Ukrainie). Nazwa gminy pochodzi od miasta Korzec (Корець), jednakże siedziba gminy znajdowała się w Nowym Korcu.
W okresie międzywojennym gmina Korzec należała do powiatu rówieńskiego w woj. wołyńskim. 12 grudnia 1933 roku do gminy Korzec przyłączono część obszaru zniesionej gminy Majków.
Według stanu z dnia 4 stycznia 1936 roku gmina składała się z 24 gromad. Po wojnie obszar gminy Korzec wszedł w struktury administracyjne Związku Radzieckiego.